# Lukeanivka (Neceaiane), Mîkolaiiv
Lukeanivka (în ucraineană Лук'янівка) este un sat în comuna Neceaiane din raionul Mîkolaiiv, regiunea Mîkolaiiv, Ucraina.

## Demografie
Componența lingvistică a localității Lukeanivka
     Ucraineană (97,5%)
     Belarusă (2,5%)
Conform recensământului din 2001, majoritatea populației localității Lukeanivka era vorbitoare de ucraineană (97,5%), existând în minoritate și vorbitori de belarusă (2,5%).